# (9885) Linux
(9885) Linux – planetoida z pasa głównego asteroid okrążająca Słońce w ciągu 3 lat i 226 dni w średniej odległości 2,36 j.a. Została odkryta 12 października 1994 roku w Kitt Peak w programie Spacewatch. Nazwa planetoidy pochodzi od jądra systemu operacyjnego Linux, stworzonego w 1991 roku. Przed jej nadaniem planetoida nosiła oznaczenie tymczasowe (9885) 1994 TM14. 